# Diane Downs
Elizabeth Diane Frederickson Downs, född 7 augusti 1955 i Phoenix, Arizona, är en amerikansk kvinna som sköt sina tre barn, varav ett dog, och hävdade inför polisen att en okänd person hade kapat hennes bil och skjutit dem. Downs åtalades 1984 och dömdes för mord till livstids fängelse. 

## Tidigt liv
Elizabeth Diane Frederickson föddes i Phoenix i Arizona; hennes föräldrar var Wes och Willadene Frederickson. Hon hävdar att hennes far utnyttjade henne sexuellt under hennes barndom. Hon gick på Moon Valley High School i Pheonix där hon träffade sin blivande make, Steve Downs. Diane bedrev universitetsstudier vid Pacific Coast Baptist Bible College i Orange i Kalifornien, men blev efter ett år avstängd och flyttade hem till föräldrarna. Diane och Steve gifte sig 1973, men skiljde sig 1980, ett år efter det att deras första son, Stephen, fötts.

## Mord
Diane sköt sina tre barn, Danny (3), Cheryl (7) och Christie (8), den 19 maj 1983. Downs körde sedan barnen till en akutmottagning i den blodiga bilen. Den yngsta dottern, Cheryl, var död när de kom fram. Diane hävdade att hennes bil blivit kapad och att en okänd man skjutit hennes tre barn. Polisen blev dock misstänksam och ansåg att hon var alldeles för lugn för att ha upplevt något sånt fruktansvärt. Misstankarna blev större när Downs mötte dottern Christie igen. Christie hade fått en stroke och kunde inte prata, men hennes ögon blänkte av rädsla och hennes puls blev hög.

## Utredning och rättegång
De forensiska bevisen stämde inte med Downs berättelse och hon berättade inte att hon ägde ett vapen, vilket hon gjorde. Vittnen som sett Diane Downs köra till sjukhuset berättade att hon körde väldigt långsamt. En teori är att hon ville försäkra sig om att barnen skulle dö innan de kom fram. Under rättegången var Downs gravid igen. Barnet adopterades bort.
Downs ansökte om villkorlig frigivning 2010 och 2020, men fick avslag båda gångerna. Hon har hela tiden bedyrat sin oskuld.
Ann Rule har skrivit en bok om dessa händelser, som filmatiserats som Small Sacrifices (svensk titel: Offerlamm), med Farrah Fawcett som Diane Downs och Ryan O'Neal som Lew Lewiston.